# هيلين ويتني
هيلين ويتني (بالإنجليزية: Helene Whitney)‏ هي ممثلة أمريكية، ولدت في 4 يوليو 1914 في بلجيكا، وتوفيت في 28 مارس 1990 بأتلانتيس في الولايات المتحدة بسبب ذات الرئة.

## أعمال

### أفلام
- (1940) قصة فيلادلفيا
- (1943) الجنة يمكن أن تنتظر

## وصلات خارجية
- هيلين ويتني على موقع IMDb (الإنجليزية)
- هيلين ويتني على موقع أول موفي (الإنجليزية)
- هيلين ويتني على موقع قاعدة بيانات برودواي على الإنترنت (الإنجليزية)
- هيلين ويتني على موقع قاعدة بيانات الأفلام السويدية (السويدية)
- هيلين ويتني على موقع إن إن دي بي (الإنجليزية)
- هيلين ويتني على موقع قاعدة بيانات الفيلم (الإنجليزية)